# Abdopus abaculus
Abdopus abaculus, tên phổ biến trong tiếng Anh là mosaic octopus, là một loài bạch tuộc. Loài này được mô tả lần đầu với danh pháp Octopus abaculus bởi M. D. Norman và M. J. Sweeney vào năm 1997 dựa trên tiêu bản thu thập được tại Zamboanga del Norte, Philippines.

## Mô tả
A. abaculus có cân nặng lên đến 21 gam (0,74 oz). Chúng có màu xám đậm đến tím đậm với các đốm màu kem đến tím nhạt.
Trứng của A. abaculus có kích thước lên đến 2,4 milimét (0,09 in).

## Phân bố
A. abaculus được tìm thấy ở Philippines, cũng như đã được ghi nhận ở Tonga và Nhật Bản. Chúng sinh sống ở độ sâu không đến năm mét (0 đến 16 ft).